# 淮鋼特鋼
江苏沙钢集团淮钢特钢股份有限公司，前稱為清江鋼鐵廠，在1970年成立，主要業務為生產鋼鐵產品，包括宽厚板、热轧卷板、高速线材、大盘卷线材、带肋钢筋等產品。
而在2006年被江蘇沙鋼集團有限公司收購，更名為「江苏沙钢集团淮钢特钢股份有限公司」，也就是由國有企業轉民營企業開始，現任董事長何達平，至於總經理為陸錦祥。
而現時為江蘇沙鋼股份有限公司旗下。